# Валия (растение)
Валия (лат. Vahlia) — род цветковых растений, единственный в монотипных семействе Валиевые (Vahliataceae) и порядке Валиецветные (Vahliales). Включает 5 подтвержденных и 1 вид с неподтверждённым положением, распространённых в Африке и Азии.
Валиевые (лат. Vahliataceae) — монотипное семейство двудольных растений, согласно системе APG IV входящее в порядок Валиецветные, включает 1 род и 6 видов.
Валиецветные (лат. Vahliales) — по современной классификации APG IV монотипный порядок цветковых растений включающий 1 семейство, 1 род и 6 ботанических видов. Порядок входит в кладу Ламииды и последовательно в более крупные клады  Астериды -> Суперастериды -> Эвдикоты -> Цветковые растения.

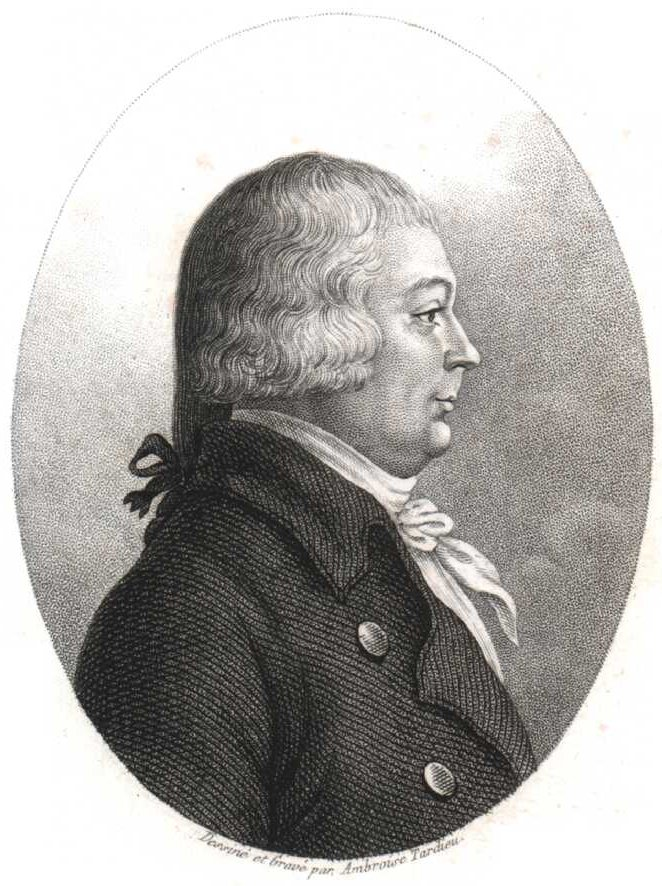
Мартин Валь

## Название
Род назван в честь Мартина Валя (1749—1804), датского (норвежского) ботаника и зоолога, ученика Карла Линнея.

## Общая информация
Валиевые — древние растения: имеется оценка, согласно которой первые представители семейства появились примерно 83 миллиона лет назад.
Представители рода — травы или полукустарники с густым железистым опушением. Листья супротивные. Цветки мелкие, со свободными лепестками. Семена — со скудным эндоспермом.
Число хромосом: n = 6, 9.

## Классификация
В системах классификации Кронквиста (1981) и Тахтаджяна (1997) семейство Валиевые входило в состав порядка Камнеломкоцветные (Saxifragales), однако в системах группы APG I-II семейство не было включено в какие-либо порядки. В Системе классификации APG III (2009) семейство входит в состав неформальной группы lamiids (euasterids I), входящей, в свою очередь, в состав группы asterids, при этом авторы системы отмечают, что родственные отношения между этим семейством и семейством Бурачниковые (Boraginaceae), также находящемся в основании группы lamiids (euasterids I), продолжают оставаться неясными.
В современной системе APG IV (2016) в порядок включено 1 семейство, 1 род и 6 видов:
- Порядок Vahliales Doweld — Валиецветные
  - Семейство Vahliataceae Dandy — Валиевые
    - Род Vahlia Thunb. — Валия

В синонимику рода входит название Bistella Adans. (1763), nom. rej.

## Виды
В состав рода включается 6 видов, распространённых в Африке (особенно в южной и восточной части контитента), в том числе на Мадагаскаре, а также в Индии.
Подтвержденные виды:
- Vahlia capensis (Thunb. (1782) typus — Валия капская. Центральная Африка, Южная Африка. Растение высотой до 40 см, широко используется в народной медицине.
- Vahlia dichotoma (Kuntze (1891)
- Vahlia digyna (Kuntze (1891)
- Vahlia geminiflora ((Del) Bridson (1975)
- Vahlia somalensis (Chiov. (1929)

Вид с неподтверждённым положением:
- Vahlia verbasciflora (Welw. ex Oliv. (1871)

### Таксономическое положение[1]
- Vahliales Doweld — Валиецветные, 2001, Tent. Syst. Pl. Vasc. 48
- Vahliataceae Dandy — Валиевые, 1959, Fam. Fl. Pl., Dicot. (ed. 2) 461
- Vahlia Thunb. — Валия, 1782, Nov. Gen. Pl. : 36

Порядок Валиецветные включается в дочернюю кладу Ламииды, последовательно входящую в более крупные клады  Астериды -> Суперастериды -> Эвдикоты -> Цветковые растения. Кладограмма в соответствии с Системой APG IV:
|  |                          |  |                                   | порядок Валиецветные |  | 1 семейство |  | 1 род |  | 6 видов |
|  |                          |  |                                   | порядок Валиецветные |  | 1 семейство |  | 1 род |  | 6 видов |
|  | клада Цветковые растения |  |                                   |                      |  |             |  |       |  |         |
|  |                          |  |                                   |                      |  |             |  |       |  |         |
|  |                          |  | ещё 63 порядка цветковых растений |                      |  |             |  |       |  |         |
|  |                          |  |                                   |                      |  |             |  |       |  |         |